# Truelove's Gutter
 (septembre 2009).
Si vous disposez d'ouvrages ou d'articles de référence ou si vous connaissez des sites web de qualité traitant du thème abordé ici, merci de compléter l'article en donnant les références utiles à sa vérifiabilité et en les liant à la section « Notes et références ».
Albums de Richard Hawley
Lady's Bridge
(2007) Standing at the Sky's Edge
(2012)
Truelove's Gutter est un album de Richard Hawley sorti en 2009.

## Titres de l'album
1. "As the Dawn Breaks" – 4:35
2. "Open Up the Door" – 4:42
3. "Ashes on the Fire" – 4:24
4. "Remorse Code" – 9:51
5. "Don't Get Hung Up on Your Soul" – 4:16
6. "Soldier On" – 6:50
7. "For Your Lover, Give Some Time" – 5:38
8. "Don't You Cry" – 10:42